# Epicypta buxtoni
Epicypta buxtoni är en tvåvingeart som först beskrevs av Edwards 1928.  Epicypta buxtoni ingår i släktet Epicypta och familjen svampmyggor. Inga underarter finns listade i Catalogue of Life.